# Campeonato Taiwanês de Futebol
A Intercity Football League (em chinês: 城市 足球 聯賽; pinyin: Chengshi zúqiú liánsài) (ou MediaTek Intercity Football League para a razão de patrocínio) é a principal divisão do futebol de Taiwan sendo uma liga semi-profissional.

## História
O Intercity Football League foi fundada em 2007 após a transformação da então mais bem classificado National First Division Football League.

## Intercity Football League 2014
- Air Source Development
- Chiayi County FC
- Kaohsiung County Taipower FC
- Ming Chuan University FC
- National Sports Training Center
- Taichung City Dragon
- Tainan City
- Taipei City Tatung FC

## Campeões

### Enterprise Football League
- 1983 : Flying Camel
- 1984 : Flying Camel
- 1985 : Flying Camel
- 1986 : City Bank FC
- 1987 : Taiwan Power Company
- 1988 : Flying Camel
- 1989 : City Bank FC
- 1990 : Taiwan Power Company
- 1991 : City Bank FC
- 1992 : Taiwan Power Company
- 1993 : Flying Camel
- 1994 : Taiwan Power Company
- 1995 : Taiwan Power Company
- 1996 : Taiwan Power Company
- 1997 : Taiwan Power Company
- 1998 : Taiwan Power Company
- 1999 : Taiwan Power Company
- 2000-01: Taiwan Power Company
- 2001-02: Taiwan Power Company
- 2002-03: Taiwan Power Company
- 2004: Taiwan Power Company
- 2005: Tatung FC
- 2006: Tatung FC
- 2007: Taiwan Power Company
- 2008: Taiwan Power Company

## Intercity Football League
| Ano     | Campeão                   | Vice-Campeão                      | 3º colocado                     | 4º Colocado                     |
| ------- | ------------------------- | --------------------------------- | ------------------------------- | ------------------------------- |
| 2007    | Taiwan Power Company      | Chateau Kenting                   | Fubon                           | Tatung FC                       |
| 2008    | Taiwan Power Company      | Tatung FC                         | Molten Tso I                    | E-United Group                  |
| 2009    | Kaohsiung Yaoti           | Kaohsiung County Taipower         | Tainan County                   | Taipei City Ta Tung             |
| 2010    | Kaohsiung County Taipower | Taipei Physical Education College | Tatung FC                       | National Sports Training Center |
| 2011    | Kaohsiung City Taipower   | Tatung FC                         | Taiwan PE College               | Taipei PE College               |
| 2012    | Kaohsiung City Taipower   | Tatung FC                         | National Sports Training Center | Taiwan PE College               |
| 2013    | Tatung FC                 | Kaohsiung City Taipower           | Taichung City Dragon            | Ming Chuan University           |
| 2014    | Kaohsiung City Taipower   | National Sports Training Center   | Taichung City Dragon            | Tatung FC                       |
| 2015-16 | Kaohsiung City Taipower   | Tatung FC                         | Taichung City Dragon            | National Sports Training Center |
| 2016-17 | Tatung FC                 | Kaohsiung City Taipower           | Hasus                           | Fujen University                |
| 2018    | Tatung FC                 | Kaohsiung City Taipower           | Fujen University                | Hasus                           |
| 2019    | Tatung FC                 | Kaohsiung City Taipower           |                                 |                                 |
| 2020    | Taiwan Steel              | Kaohsiung City Taipower           | Taichung Futuro                 |                                 |
| 2021    | Taiwan Steel              | Kaohsiung City Taipower           | Taichung Futuro                 |                                 |
| 2022    | Taiwan Steel              | Taichung Futuro                   |                                 |                                 |

## Títulos por clube
| Clube                | Campeão | Ano(s) do Título(s) |
| -------------------- | ------- | --- |
| Taiwan Power Company | 22      | 1987, 1990, 1992, 1994, 1995, 1996, 1997, 1998, 1999, 2001, 2002, 2003, 2004, 2007, 2008, 2008, 2010, 2011, 2012, 2014, 2015-16 e 2017 |
| Flying Camel         | 5       | 1983, 1984, 1985, 1988, 1993 |
| Tatung FC            | 5       | 2005, 2006, 2007, 2013 e 2018 |
| City Bank            | 3       | 1986, 1989, 1991 |
| Taipei PE College    | 1       | 2009 |